# Den russiske hungersnød (1601-1603)
Den russiske hungersnød 1601-1603 (russisk: Великий голод (1601—1603), tr. Velikij golod (1601—1603)) var Ruslands værste hungersnød, hvor op i mod to millioner mennesker, en tredjedel af det russiske folk, døde under Forvirringens tid, da landet var præget af politisk uro og senere invaderet af Den polsk-litauiske realunion. De mange dødsfald bidrog til omfattende uro i samfundet og var medvirkende til at zar Boris Godunov blev styrtet. Hungersnøden var en del af verdensomspændende rekordkolde vintre og misvækst, der af geologer menes at være en følge af Huaynaputinas vulkanudbrud i 1600 i Peru.

## Årsager
I 2008 dokumenterede en undersøgelse af Kenneth L. Verosub og Jake Lippman verdensomspændende hungersnød efter et voldsomt udbrud af en vulkan i Peru i 1600. Huaynaputina udslyngede 16 til 32 millioner tons partikler op i atmosfæren, især svovldioxid, der dannede svovlsyre og skabte en vulkanvinter; dette reducerede mængden af solindstråling nå jodens overflade (se albedo), som forskerne mener bidrog til bittert kolde vintre, misvækst, døde dyr og massiv hungersnød i hele verden. Som et resultat, dræbte mennesker mange dyr med de bare hænder for at benytte deres pelse til beklædning.
Hungersnøden blev dokumenteret i hele verden: "Oplysninger fra Schweiz, Letland og Estland taler om usædvanligt kolde vintre i 1600-1602; i Frankrig var vinhøsten i 1601 sen, og vinproduktionen kollapsede i Tyskland og Peru. I Kina blomstrede ferskentræerne sent, og Suwasøen i Japan var tidligere tilfrosset end i 500 år."

## Antallet af døde
I løbet af den toethalvårig periode blev 127.000 lig begravet i massegrave i Moskva alene. Udbredt sult dræbte måske to millioner i Rusland, en tredjedel af befolkningen. Lidelserne og det sociale kaos var en del af den politiske uro kaldet Forvirringens tid, som førte til afsættelsen zar Boris Godunov.
Godunov havde tidligere fungeret som regent for zar Fjodor I, Godunov blev valgt til at efterfølge ham under en interregnum.